# Jame Pollock
Jame Pollock (* 16. Juni 1979 in Québec, Kanada) ist ein ehemaliger kanadischer Eishockeyverteidiger, der den Großteil seiner Karriere in der Deutschen Eishockey Liga verbrachte.

## Karriere
Als Junior spielte Pollock bei den Seattle Thunderbirds in der kanadischen Juniorenliga Western Hockey League. Er wurde während des NHL Entry Draft 1997 von den St. Louis Blues in der vierten Runde an insgesamt 106. Position ausgewählt. Nach einigen Jahren beim damaligen Farmteam der St. Louis Blues aus der American Hockey League, den Worcester IceCats, wechselte der Defensivspieler im Sommer 2004 nach Europa.
Dort nahmen ihn die Verantwortlichen der Kloten Flyers aus der Schweizer Nationalliga A unter Vertrag, für die er in der Folgezeit 26 Ligaspiele absolvierte und dabei 12 Scorerpunkte erzielen konnte. Zum Ende der Spielzeit schloss sich Pollock dem Ligakonkurrenten HC Lugano an, für die er zwei Play-off-Partien bestritt. Mit dem HC schied der Kanadier im Viertelfinale in einer Best-of-Seven-Serie mit 1:4 Niederlagen gegen den SC Bern aus.
Zur Saison 2005/06 wechselte der Verteidiger in die Deutsche Eishockey Liga zu den Nürnberg Ice Tigers. Pollock konnte in der Spielzeit 2006/07 den Verteidiger-Torrekord von Chris Snell einstellen, der bis dahin bei 22 Toren in der Hauptrunde lag. Er erzielte am 2. März 2007, beim Spiel der Ice Tigers gegen die Eisbären Berlin, sein 22. Saisontor. Mit den Ice Tigers erreichte der Kanadier in der gleichen Spielzeit das Play-off-Finale, welches aber gegen die Adler Mannheim verloren ging.
Im Sommer 2007 kehrte Jame aufgrund eines Angebots der Washington Capitals nach Nordamerika zurück – trotz gültigen Vertrags bei den Ice Tigers. Er lief in der American Hockey League für die Hershey Bears auf. Er blieb dort nur wenige Monate und unterschrieb nach lediglich 16 absolvierten Saisonspielen Ende 2007 einen Vertrag beim HK ZSKA Moskau. In Moskau gehörte der damals 29-Jährige zu den punktbesten Verteidigern und erzielte in 28 Partien 15 Scorerpunkte. Zur Spielzeit 2008/09 schloss sich Jame Pollock dem HK MWD Balaschicha an, mit dem er in der höchsten russischen Profiliga, der Kontinentalen Hockey-Liga spielte. Zur Saison 2009/10 kehrte der Kanadier in die Deutsche Eishockey Liga zurück und spielte dort für die Adler Mannheim. Im Juni 2011 ging Pollock zurück nach Nürnberg zu den Ice Tigers.
Im Anschluss an die Saison 2013/14 beendete Pollock seine aktive Karriere.

## Erfolge und Auszeichnungen
- 2007 Teilnahme am DEL All-Star Game

## Karrierestatistik
(Legende zur Spielerstatistik: Sp oder GP = absolvierte Spiele; T oder G = erzielte Tore; V oder A = erzielte Assists; Pkt oder Pts = erzielte Scorerpunkte; SM oder PIM = erhaltene Strafminuten; +/− = Plus/Minus-Bilanz; PP = erzielte Überzahltore; SH = erzielte Unterzahltore; GW = erzielte Siegtore; 1 Play-downs/Relegation; Kursiv: Statistik nicht vollständig)